# 大手町 (津山市)
大手町（おおてまち）は岡山県津山市にある地名。郵便番号は708-0023。

## 地理
山下の中の一画にあり、南を除き。ほぼ山下に周りを囲まれている。南は京町。

## 歴史

### 沿革
- 1971年 - 津山市山下の一部が大手町となる。

## 世帯数と人口
2021年（令和3年）1月1日現在の世帯数と人口は以下の通りである。
| 町丁   | 世帯数 | 人口 |
| ------ | ------ | ---- |
| 大手町 | 19世帯 | 30人 |

## 小・中学校の学区
市立小・中学校に通う場合、学区は以下の通りとなる。
| 番地 | 小学校           | 中学校             |
| ---- | ---------------- | ------------------ |
| 全域 | 津山市立東小学校 | 津山市立北陵中学校 |

## 交通

### 道路
- 岡山県道394号大篠津山停車場線（鶴山通り区間）
- 岡山県道452号小原船頭線

（上記2つは重複区間）

## 施設
- 鳥取銀行津山支店
- 山陰合同銀行津山支店
- 日本生命津山ビル
- サテライト津山
- RSK山陽放送津山支社
- 中銀証券津山支店
- 鶴山交番